# Скрабатун Валентина Олександрівна
Валентина Олександрівна Скрабатун (до шлюбу Деми́дович; нар. 23 липня 1958; Душево, Білоруська РСР) — білоруська веслувальниця, бронзова призерка Олімпійських ігор 1996 року. Заслужений майстер спорту Республіки Білорусь з академічного веслування.

## Біографія
Олександра Скрабатун народилася 23 липня 1958 року в селі Душево, Копильського району, Мінської області. Академічним веслуванням почала займатися з дитинства. Підготовку проходила в мінському фізкультурно-спортивному товаристві «Динамо».
Зуміла пробитися в національну збірну Білорусі. Дебютувала на чемпіонаті світу 1995 року, де посіла п'яте місце в розпашних вісімках. Вдалі виступи спортсменки дали їй можливість представити Білорусь на Олімпійських іграх 1996 року, що проходили в Атланті. Скрабатун виступала у складі розпашного екіпажу-вісімки. Окрім неї, учасниками екіпажу були: Тамара Давиденко, Марина Знак, Олена Микулич, Наталія Стасюк, Наталія Волчек, Наталія Лавриненко, Олександра Панкіна та рульова Ярослава Павлович. У фіналі цей екіпаж поступився збірним Румунії та Канади, ставши бронзовими призерами. За це досягнення спортсменка була нагородженна званням Заслуженого майстра спорту Республіки Білорусь.
Протягом наступних років продовжувала змагатися на різних турнірах, однак добитися вагомих результатів спортсменці більше не вдалося. У 1996 році закінчила Білоруський державний університет фізичної культури, де навчалася на спортивно-педагогічному факультеті масових видів спорту.

## Виступи на Олімпіадах
| Олімпіада    | Дисципліна | Місце |
| ------------ | ---------- | ----- |
| Атланта 1996 | вісімки    | 3     |